# 뼈 국물

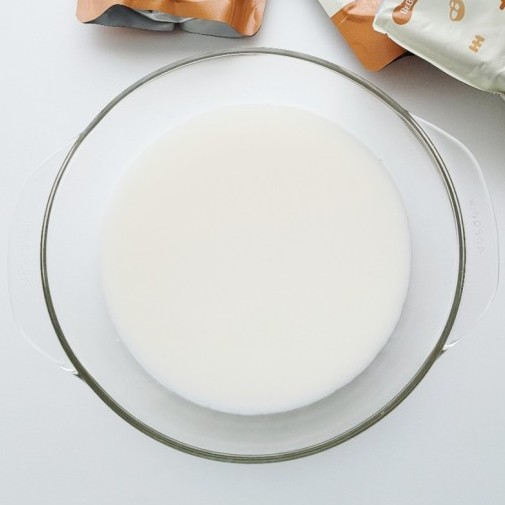
사골 국물

뼈 국물은 쇠뼈, 돼지뼈, 닭뼈, 생선뼈 등 동물의 뼈를 삶아 낸 물이다. 밑국물로 쓸 때는 뼈 육수(-肉水), 뼈 밑국물(영어: bone stock), 뼈 맛국물로도 부른다. 살코기가 붙은 뼈로 낸 국물은 보통 고기 국물이라 부르고, 뼈로만 낸 국물을 뼈 국물이라 부른다. 맑은국으로 먹을 때는 뼈 맑은국(영어: bone broth)이라 부른다.

## 종류
- 쇠뼈 국물(쇠뼈 육수)
  - 사골 국물(사골 육수)
- 닭뼈 국물(닭뼈 육수)
- 돼지뼈 국물(돼지뼈 육수)

## 같이 보기
- 곰국